# Musculus constrictor cunni

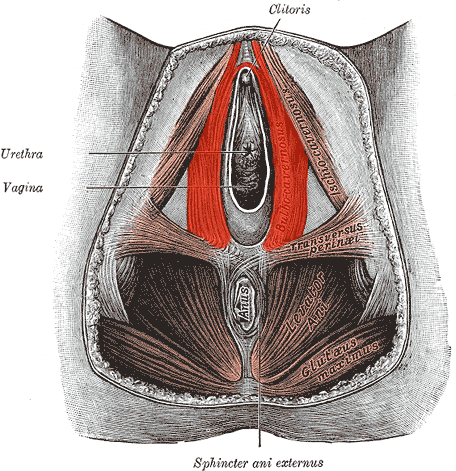
Musculus constrictor cunni bei der Frau

Der Musculus constrictor cunni – Synonyme Musculus sphincter cunni, Musculus constrictor vaginae, Musculus bulbospongiosus muliebris, Musculus bulbocavernosus und veraltet Musculus compressor bulbi (mit Pars intermedia sowie mit vorderer und hinterer Portion). – ist ein quergestreifter paariger Muskel der Frau, der die willkürliche Verengung des Scheideneingangs und des Scheidenvorhofs ermöglicht. Er ist eine Abspaltung des Musculus bulbospongiosus.
Der Musculus constrictor cunni hat seinen Ursprung im Dammzentrum und am Musculus sphincter ani externus. Er setzt am Klitoriskörper an und wird von den Dammnerven (Nervi perineales) des Nervus pudendus innerviert. Der Musculus constrictor cunni umschnürt die Scheide.

## Vergleichende Anatomie
In der Veterinäranatomie wird dieser Muskel Musculus constrictor vulvae genannt. Er entspringt beidseits aus dem oberflächlichen Anteil des äußeren Afterschließmuskels (Musculus sphincter ani externus). Der Muskel strahlt in Schamlippen ein, bei Pferden und Wiederkäuern auch in die Faszie des Dammes. Auch der Scheidenvorhof weist einen das Lumen einengenden Muskel auf, den Musculus constrictor vestibuli.

## Geschichte
Im 19. Jahrhundert schrieb Rudolf Gottfried Arndt: „Die krampfhaften Vorgänge an den Geschlechtsorganen kommen bei Hysterischen am häufigsten als ein Krampf des Sphincter cunni vor, welcher den sogenannten Vaginismus bedingt.“
„Die krampfhafte Zusammenziehung bleibt indes nicht auf den Sphincter vaginae (Constrictor cunni) beschränkt. Der Constrictor cunni ist ein paariger, glatter Muskel [Anmerkung: korrekt: quergestreifter Muskel], der ‚auf der Aussenseite der Vorhofzwiebel in die Höhe steigt und theils über, theils unter der Clitoris von beiden Seiten her zusammenstösst. Der eigentliche Schliesser der Scheide ist also streng genommen [nach Hubert von Luschka] als Musculus sphincter vaginae atque urethrae zu bezeichnen‘“
„Bei voller anatomischer Integrität der Vagina kann die als Vaginismus bezeichnete Hyperästhesie des Hymen und des Scheideneinganges, verbunden mit heftigen unwillkürlichen spasmodischen Contractionen des Constrictor cunni, den Coitus behindern und Sterilität verursachen.“